# Pseudaspis cana
Genre
Espèce
Synonymes
- Coluber canus Linnaeus, 1758
- Coluber padera Linnaeus, 1758

Pseudaspis cana, unique représentant du genre Pseudaspis, est une espèce de serpents de la famille des Lamprophiidae.

## Description
Ce serpent peut atteindre 2 m. Il est reconnaissable à sa petite tête au museau pointu. Son corps est tubulaire, avec une tête peu différenciée du corps. Comme la plupart des Lamprophiidae il n'est pas venimeux.
Chez les adultes la couleur est généralement unie, pouvant aller du jaune au brun ou au gris et parfois au noir. Les jeunes présentent des marques et points sombres qui s'estompent graduellement avec l'âge. La coloration semble dépendre du lieu d'habitat : dans le sud de sa distribution la plupart des spécimens sont noirs, alors qu'au nord de celle-ci on trouve des spécimens bruns, brun-rouges, gris ou jaunes.

## Répartition et habitat
Cette espèce se rencontre dans le sud de l'Afrique : dans le sud de la République démocratique du Congo ; au Kenya ; au Rwanda ; au Burundi ; en Tanzanie ; au Malawi ; au Zimbabwe ; au Mozambique ; en Zambie ; en Afrique du Sud ; au Swaziland ; au Botswana ; en Namibie ; en Angola.
Elle occupe souvent les terriers abandonnés d'autres animaux. Elle se rencontre dans des milieux variés tels que des garrigues, des prairies, mais également dans des zones montagneuses ou désertiques.

## Alimentation
Ce serpent consomme principalement des taupes dorées, des rongeurs et d'autres petits mammifères,. Il peut également consommer des œufs, et les jeunes spécimens peuvent consommer de petits batraciens.

## Reproduction
Ce serpent est vivipare. L'accouplement a lieu à la fin du printemps (octobre, dans l'hémisphère Sud). La femelle donne naissance de 25 à 50 petits, mais ce nombre peut monter à 95 petits. À la naissance les petits mesurent de 20 à 30 cm.

## Taxinomie
P. cana a été décrit sous le nom de Coluber cana par Carl von Linné. Il a également été classé comme Coronella cana avant d'être placé dans le genre Pseudaspis.
Le genre Pseudaspis a d'abord été placé dans la famille des Lamprophiidae avant d'être placé dans la famille des Pseudaspididae (avec les genres Buhoma et Pythonodipsas). Toutefois une étude en 2019 semble indiquer que la taxinomie de la famille Pseudaspididae est sujette à caution, et que le genre Buhoma devrait en être exclu.

## Publications originales
- Fitzinger, 1843 : Systema Reptilium, fasciculus primus, Amblyglossae. Braumüller et Seidel, Wien, p. 1-106. (texte intégral).
- Linnaeus, 1758 : Systema naturae per regna tria naturae, secundum classes, ordines, genera, species, cum characteribus, differentiis, synonymis, locis, ed. 10 (texte intégral).

## Galerie

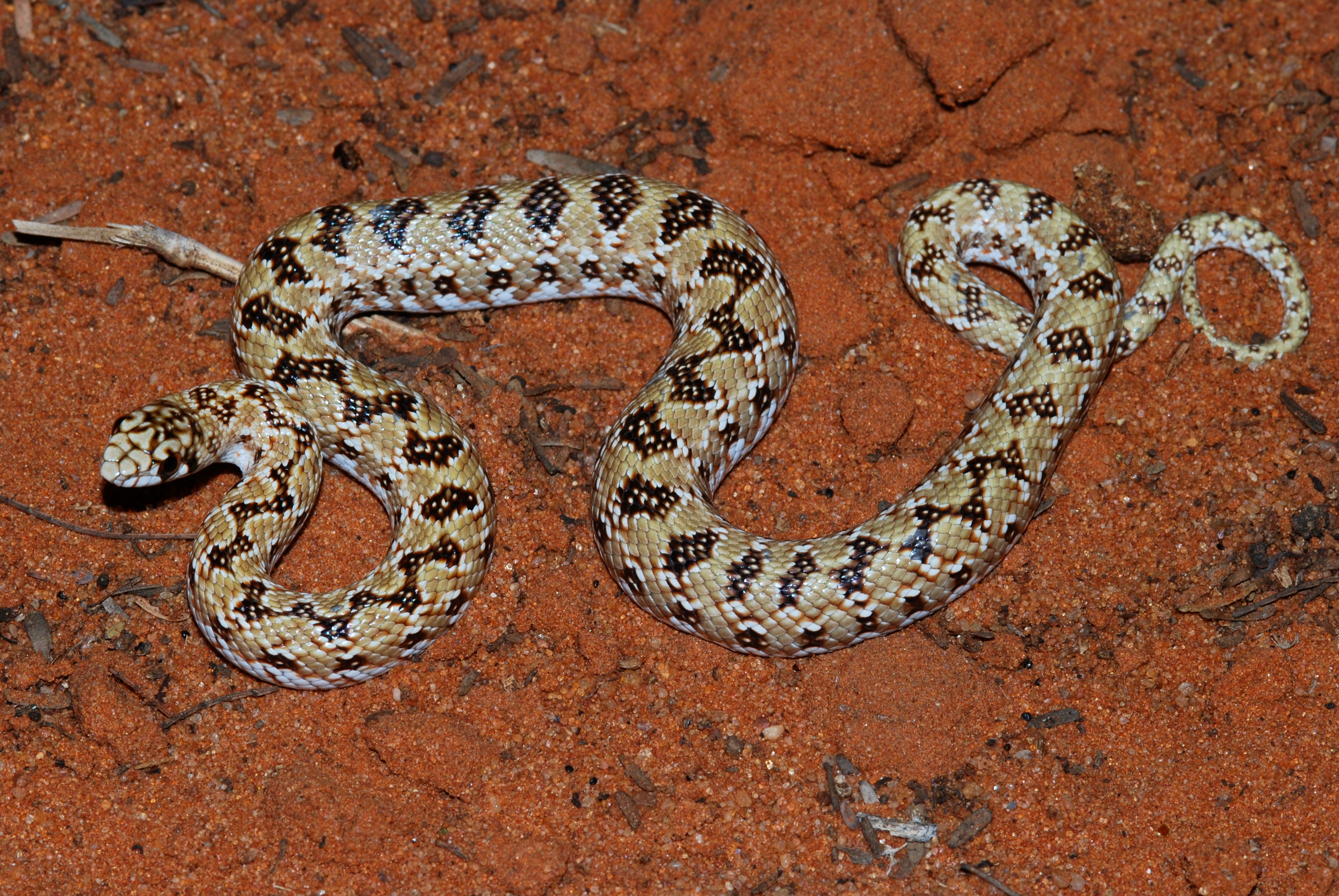
Juvénile (Parc transfrontalier de Kgalagadi, Afrique du Sud)
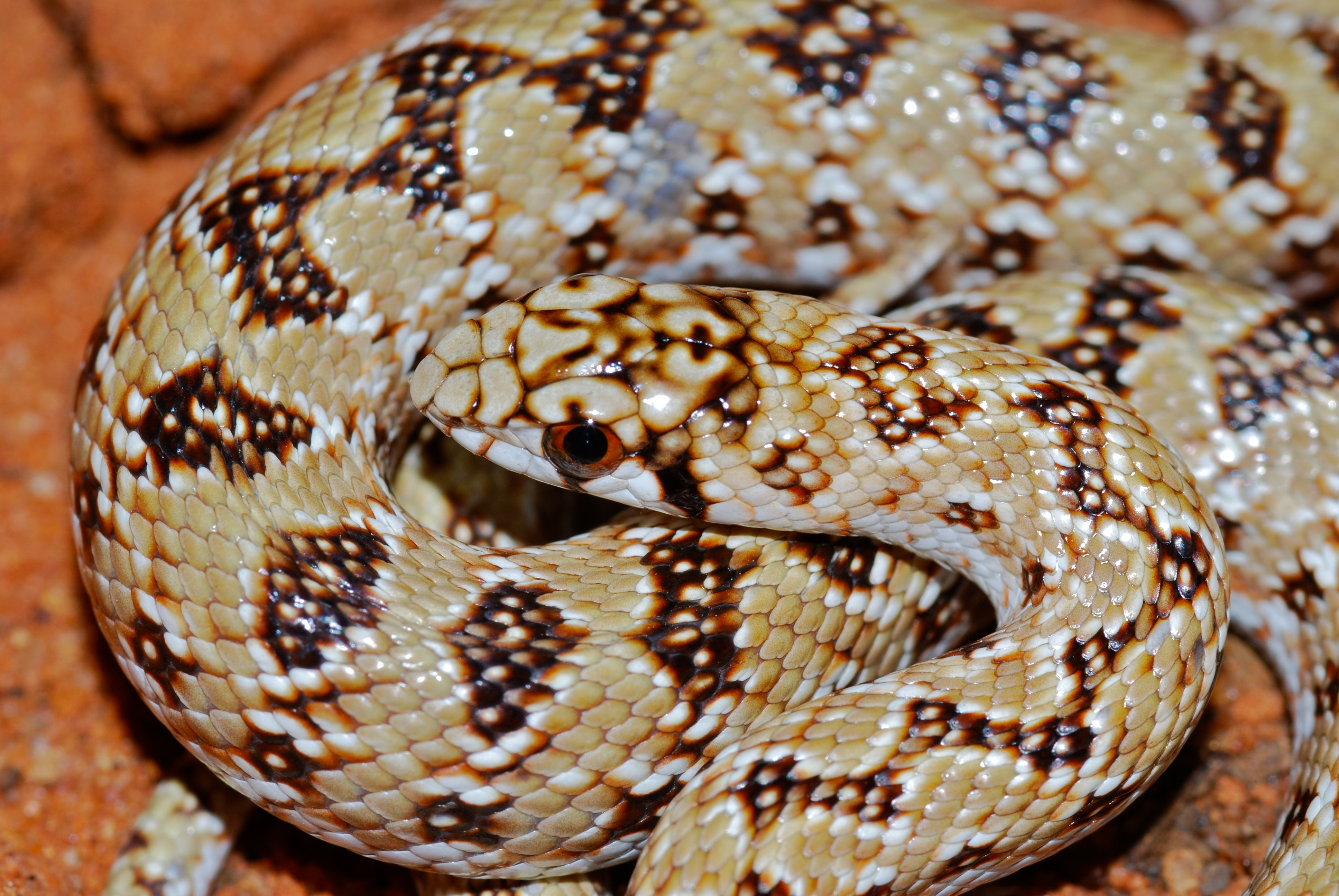
Juvénile (Parc transfrontalier de Kgalagadi, Afrique du Sud)
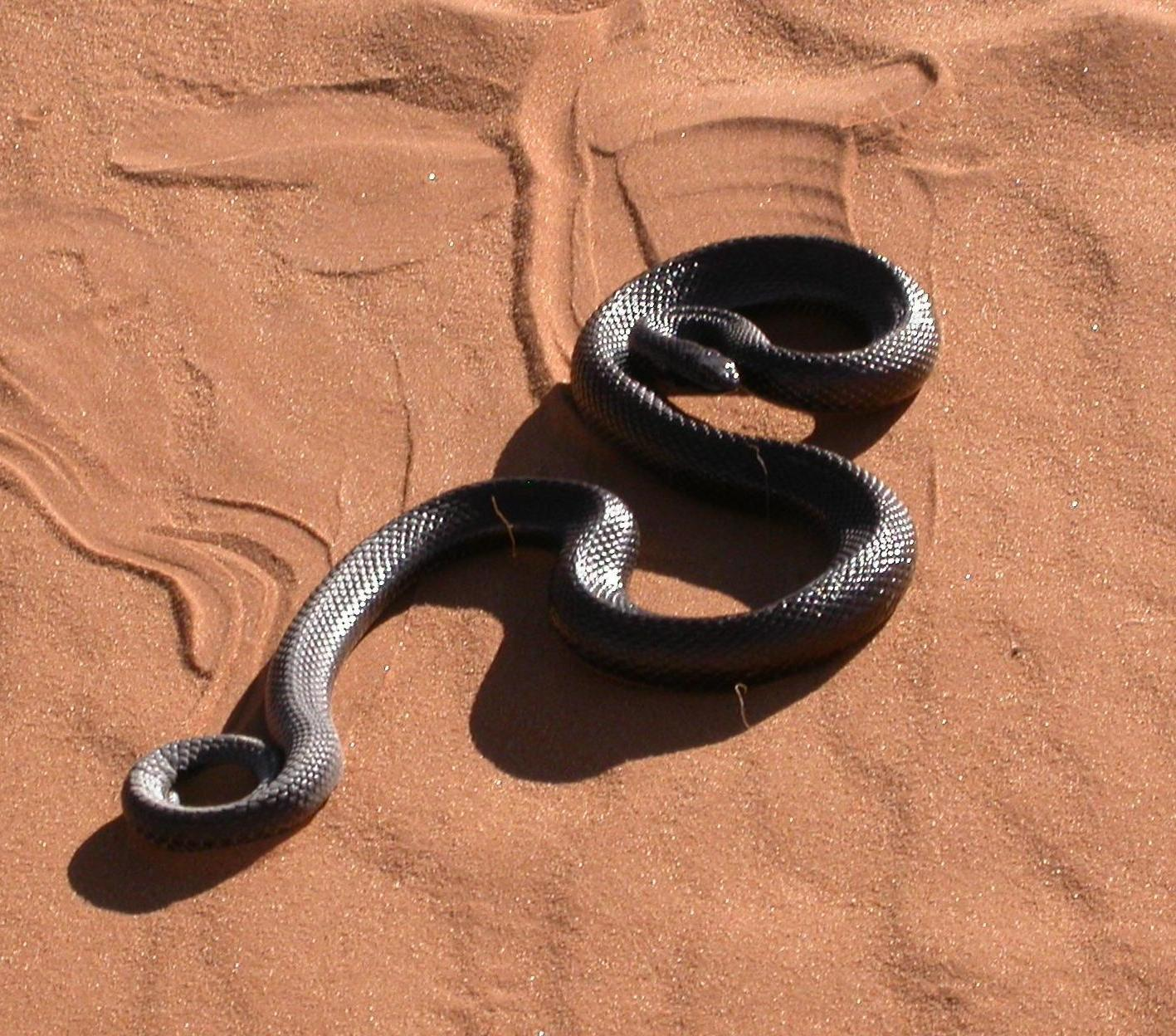
Forme noire, photographiée près de la ville de Rehoboth (Namibie)